# Оноре
Оно̀ре (на италиански: Onore; на ломбардски: Lanur, Ланур) е село и община в Северна Италия, провинция Бергамо, регион Ломбардия. Разположено е на 700 m надморска височина. Населението на общината е 896 души (към 2017 г.).